# 大館市立総合病院
大館市立総合病院（おおだてしりつそうごうびょういん）は、秋田県大館市豊町にある病院である。略称は市立病院。敷地内に大館市休日夜間急患センターを併設する。

## 概要
大館市の中心部に位置し、大館市が運営している。大館市のすべての路線バスが敷地内のロータリーに停車する、大館市の交通の要・バスターミナルにもなっている。
診療圏には大館市のほか、鹿角市・鹿角郡小坂町が含まれ、病院間搬送による北秋田二次医療圏の北秋田市民病院からの患者の受け入れも年々増加している。
外来は、医師不足のため一次医療を行っておらず、紹介状による二次医療と救急に特化している。やむを得ず一次医療を受ける場合は保険外併用療養費が必要である。

## 沿革
- 1879年（明治12年）
  - 5月 - 西大館町字馬喰町に私立大館病院創立。
  - 7月 - 開院。
- 1882年（明治15年）12月 - 周辺の50か町村連合による公立大館病院設立。
- 1899年（明治32年） - 大館町字長倉に新築移転する。
- 1927年（昭和2年） - 大館町字三ノ丸に新築移転する。
- 1953年（昭和28年）4月29日 - 風呂屋町から出火した大館市中心部の大火[3]により、当病院も全焼する。
- 1955年（昭和30年）2月 - 1953年の大火により現在地の大館町字豊町に新築移転が完了する。
- 1964年（昭和39年） - 公立大館総合病院に改称。
- 1966年（昭和41年）
  - 2月12日 - 財政の悪化により公立大館総合病院事務組合（大館市・田代町・花矢町で組織）を解散する。
  - 2月13日 - 大館市が公立大館総合病院の一切を継承し、大館市立総合病院開設。この日を病院の開設日とする。同時に債務超過により自治省から再建団体の指定を受ける。
- 1970年（昭和45年）5月 - 地上6階、地下1階の本館が完成。
- 1971年（昭和46年）1月1日 - 救急告示病院に指定される[4]。
- 1974年（昭和49年） - 再建団体の指定解除。
- 1980年（昭和55年）3月 - 地上2階、地下1階の放射線棟が完成する。
- 1981年（昭和56年）10月 - 地上2階建ての神経精神科棟が完成する。
- 1984年（昭和59年）10月 - 地上4階建ての新館を増築する。
- 1994年（平成6年）3月 - 放射線棟MRI室を増築する。
- 1996年（平成8年）
  - 3月 - 秋田県エイズ拠点病院に選定される。
  - 12月26日 - 秋田県災害拠点病院に指定される[4]。
- 1997年（平成9年）11月 - 新館の屋上に教育実習施設が完成する。
- 2005年（平成17年）7月 - 施設が老朽化したため増改築工事に着工する。
- 2008年（平成20年）4月 - 地方公営企業法の全部適用を実施する。
- 2009年（平成21年）
  - 2月23日 - 地域がん診療連携拠点病院に指定される[4]。
  - 3月 - 増改築工事が完成する。
  - 11月17日 - 弘前大学専門医養成病院ネットワークに関する協定を締結する。
- 2012年（平成24年）4月1日 - 精神病床数を見直し110床から60床に減床と同時にDPC対象病院へ移行する[5]。
- 2013年（平成25年）1月 - 病院機能評価 (Ver 6.0) 認定[5]。

## 特徴

### 医療機関の指定等
- 第二種感染症指定医療機関
- 救急告示病院[4]
- 災害拠点病院[4]
- エイズ治療拠点病院[4]
- 精神科救急地域拠点病院
- 地域周産期母子医療センター[4]
- 地域救命救急センター[6]
- 地域療育医療拠点施設（歯科診療部門）
- 地域がん診療連携拠点病院[4]

### 研修・協定
- 弘前大学専門医養成ネットワークに関する協定病院
- 基幹型臨床研修病院
  - 秋田大学医学部附属病院
  - 弘前大学医学部附属病院
  - 秋田看護福祉大学
  - 大館北秋田医師会附属大館准看護学院

## 病床数
2012年4月1日からは、院内感染など不用意な感染を防止するため、病院側が特に認めた場合以外は入院患者への面会が禁止となり、面会を許可された場合でもマスクの着用が義務づけられている。
2012年4月1日現在の病床数
- 許可病床数：443
  - 精神病床数：60
  - 結核病床数：6
  - 感染症病床数：2
  - 一般病床数：375

精神病床数は2011年度110床だったが、2012年度より60床に減床した。

## 診療科
- 呼吸器・循環器内科（旧第1内科[8]）
- 消化器・血液・腫瘍内科（旧第2内科[8]）
- 内分泌・代謝・神経内科（旧第3内科[8]）
- 神経精神科
- 精神科デイケア
- 小児科
- 外科
- 整形外科
- リハビリテーション科
- 脳神経外科
- 皮膚科
- 泌尿器科
- 産婦人科
- 眼科
- 耳鼻咽喉科
- 歯科口腔外科・矯正歯科
- 麻酔科
- 放射線科

## 認定専門医人数
専門医の人数はあきた医療情報ネットワークが公開している数値による。
- 公益社団法人 日本整形外科学会 整形外科専門医 3人
- 公益社団法人 日本麻酔科学会 麻酔科専門医 1人
- 一般社団法人 日本消化器内視鏡学会 消化器内視鏡専門医 3人
- 公益社団法人 日本産科婦人科学会 産婦人科専門医 3人
- 一般社団法人 日本リウマチ学会 リウマチ専門医 1人
- 一般社団法人 日本泌尿器科学会 泌尿器科専門医 2人
- 一般社団法人 日本内科学会 総合内科専門医 3人
- 一般社団法人 日本外科学会 外科専門医 4人
- 一般社団法人 日本糖尿病学会 糖尿病専門医 2人
- 一般社団法人 日本アレルギー学会 アレルギー専門医 1人
- 一般社団法人 日本感染症学会 感染症専門医 2人
- 一般社団法人 日本救急医学会 救急科専門医 1人
- 一般社団法人 日本ペインクリニック学会 ペインクリニック専門医 1人
- 一般財団法人 日本消化器病学会 消化器病専門医 2人
- 公益社団法人 日本小児科学会 小児科専門医 3人
- 一般社団法人 日本消化器外科学会 消化器外科専門医 3人
- 公益社団法人 日本精神神経学会 精神科専門医 1人
- 一般社団法人 日本脳神経外科学会 脳神経外科専門医 3人

## 院内施設
- 外来レストラン - 2階（正面玄関のある階）
- 売店（ファミリーマート） - 3階、イートインのスペースあり[10]。
- ATM（秋田銀行）

ほか

## 大館市休日夜間急患センター
大館市休日夜間急患センター（おおだてしきゅうじつやかんきゅうかんセンター）は、大館市立総合病院の敷地内の東側駐車場に隣接し、休日と夜間のみ軽度の救急患者を診療する診療所（休日夜間急患センター）である。大館市が費用を負担し、大館市休日夜間急患センター運営委員会が運営する。
救急診療（初期救急医療）が必要な場合で、市内の病院・診療所の診療時間外のうち夜間および日曜・祝日の日中は当センターで診療する。診療時間内でも、救急車で搬送された場合やほかの医療機関からの紹介、耳鼻咽喉科、眼科、産婦人科、精神科を受診する場合は大館市立総合病院で診療する。

### 診療時間
年間を通して夜間22:00までと、日曜・祝日、年末年始（12月29日 - 1月3日）の日中だけ受診できる。
受付時間はそれぞれ診療時間が終了する15分前までである。
- 平日：19:00 - 22:00
- 土曜：18:00 - 22:00
- 日曜・祝日：9:00 - 12:00、13:00 - 16:00、18:00 - 22:00（年末年始を含む）

### 診療科
- 小児科
- 内科
- 外科
- 整形外科

### 薬局
休日夜間急患センターの診療時間中は、近くの国道7号沿いに秋田県薬剤師会が運営する会営休日夜間薬局（かいえいきゅうじつやかんやっきょく）が営業している。
大館市休日夜間急患センターで処方された薬は、多くの場合ここで受け取ることになる。
- 住所 : 017-0847 大館市幸町2-22MBM1階
- 営業時間 : 大館市休日夜間急患センターの診療時間に連動

### 大館市休日夜間急患センター運営委員会
大館市休日夜間急患センター運営委員会は、大館市から委嘱の上で医師・薬剤師・消防署員の11名で構成される。2014年度の会長は大館北秋田医師会副会長、副会長には大館市立総合病院長が就任した。
センターの医師は輪番制で、大館北秋田医師会、大館市立総合病院、大館市立扇田病院、秋田労災病院から派遣されており、看護師は2人ひと組の9人体制で行っており、2014年度中に10人体制に増員した。

## 交通アクセス

### 鉄道
- JR東日本
  - 東大館駅から1km（コミュニティバス6分）
  - 大館駅から2km（路線バス9分、循環バス往路18分・復路36分程度）

### バス
病院敷地内のロータリーにバス専用レーンを設け、「市立病院前」バス停を設置している。大館市内を発着する路線バスと循環バス、コミュニティバスは必ず停車し、リムジンバスは国道7号沿いのバス停に停車する。なお、リムジンバス以外は秋北バスが運行し、リムジンバスは秋北タクシーが運行している。
- 路線バス
- 循環バス（ハチ公号）
- コミュニティバス・さわやかみなみ号
- リムジンバス（大館能代空港から約50分）
  - 大館能代空港発、鳳鳴高校前ゆき（国道7号沿い、病院前停留所・降車専用）
  - 鳳鳴高校前発、大館能代空港ゆき（国道7号沿い、末広町停留所・乗車専用）

### 車
- 駐車場403台（南側134台+西側管理棟付近17台・東側133台・北側119台）
  - 30分まで無料、以後1時間ごとに100円。
  - 外来、医療相談、入退院時の患者の家族の車、ケースワーカーなどの公務など、手続きをすると無料になる。